# Шаннон (аэропорт)
Междунаро́дный аэропорт «Ша́ннон» (ирл. Aerfort na Sionainne) — один из основных аэропортов Ирландии, расположен в графстве Клэр в 24 км к югу от города Эннис. Ежегодно принимает более 3 млн пассажиров.

## История
Аэропорт основан в 1936 году в устье реки Шаннон, на ранее заболоченных землях. К 1942 году работы по строительству взлетно-посадочных полос и терминалов были завершены, и Шаннон принял первые военные самолёты.
После Второй мировой войны с аэропортом начали сотрудничать многие авиакомпании Европы и Северной Америки. Первый трансатлантический рейс Нью-Йорк — Шаннон был совершен 16 сентября 1945 года. В последующие годы в аэропорту наблюдался рост пассажиропотока. Он стал важным дозаправочным пунктом между двумя континентами. В 1947 году в аэропорту была открыта первая беспошлинная зона Duty Free.
В 1960-х годах произошло сокращение перевозок из-за развития реактивной авиации, способной пересекать Атлантику без дозаправки. В связи с этим, для поддержания экономической рентабельности аэропорта, он был передан в управление государственной компании Aer Rianta. В том же году количество пассажиров увеличилось до 460 тыс. человек.
С появлением Боинга-747 в Шанноне был построен новый пассажирский терминал, который принял первый рейс в апреле 1971 года. Однако, в 1974 году выросли цены на авиационное топливо и аэропорт снова начал испытывать экономические трудности, которые удалось избежать лишь благодаря крупному контракту с Аэрофлотом. Советская авиакомпания решила проблему с топливом и увеличила количество рейсов с 240 в 1980 году до 2000 в 1991 году, а также пассажиропоток на 250 тыс. человек.

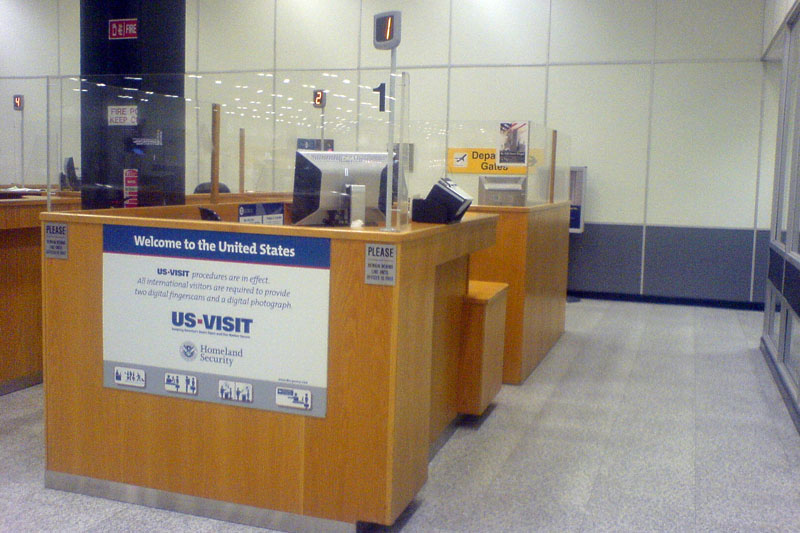
Стойка иммиграционной службы США в аэропорту Шаннон

В 1990-х годах с распадом СССР сократилось количество рейсов из России, а двустороннее соглашение США было пересмотрено в сторону снижения числа самолётов, останавливающихся в Шанноне. Лишь к концу 1990-х годов, благодаря развитию туристической отрасли, аэропорт смог показать положительную динамику развития. В 2000 году годовой пассажиропоток составил 2,2 млн человек, при этом в Шанноне был открыт новый терминал, стоимостью 40 млн ирландских фунтов.

## Технические данные
В настоящее время в аэропорту имеется 40 стоек регистрации пассажиров, 5 багажных лент, а также 40 стоянок воздушных судов и парковка на 5000 автомобилей.
В 1986 году иммиграционная служба США открыла в Шанноне своё отделение, что избавило пассажиров от прохождения необходимых процедур по приезде в Америку. В 2008 году в аэропорту создана сельскохозяйственная инспекция для контроля качества продуктовых грузов.

## Авиакомпании и направления
| Авиакомпания         | Пункт назначения | Примечания                         |
| -------------------- | --- | ---------------------------------- |
| Aer Lingus           | Дублин, Бостон, Чикаго, Лондон, Нью-Йорк | —                                  |
| Air France           | Париж | —                                  |
| Continental Airlines | Ньюарк | —                                  |
| Delta Air Lines      | Нью-Йорк | —                                  |
| Ryanair              | Аликанте, Берлин, Бирмингем, Бристоль, Брюссель, Венеция, Веце, Вроцлав, Гданьск, Глазго, Каркассон, Катовице, Краков, Киев, Ливерпуль, Лодзь, Лондон, Малага, Манчестер, Милан, Мурсия, Нант, Ньюкасл, Пальма-де-Мальорка, Париж, Тенерифе, Турин, Фару, Франкфурт, Фуэртевентура, Жирона, Эдинбург | некоторые рейсы являются сезонными |
| US Airways           | Филадельфия | некоторые рейсы являются сезонными |